# Tatyana Ali
Tatyana Marisol Ali (n. 24 ianuarie 1979, North Bellmore⁠(d), Nassau County, New York, SUA) este o actriță americană, fotomodel și cântăreață de R&B.

## Filmografie

### Filme
| An   | Titlu                               | Rol               | Note                         |
| ---- | ----------------------------------- | ----------------- | ---------------------------- |
| 1987 | Eddie Murphy Raw                    | Eddie's Sister    | Sketch Segment               |
| 1988 | Crocodile Dundee II                 | Park Girl         |                              |
| 1988 | Wow, You're a Cartoonist!           | Child Cartoonist  | Scurtmetraj; direct-pe-video |
| 1997 | Fakin' da Funk                      | Karyn             |                              |
| 1997 | Kiss the Girls                      | Janell Cross      |                              |
| 1998 | The Clown at Midnight               | Monica            |                              |
| 1999 | Jawbreaker                          | Brenda            |                              |
| 2000 | Brother                             | Latifa            |                              |
| 2001 | The Brothers                        | Cherie Smith      |                              |
| 2003 | National Lampoon Presents Dorm Daze | Claire            |                              |
| 2004 | Nora's Hair Salon                   | Lilleana          |                              |
| 2005 | Back in the Day                     | Alicia Packer     |                              |
| 2005 | Domino One                          | Laeticia Richards |                              |
| 2006 | Glory Road                          | Tina Malichi      |                              |
| 2006 | A Warm Place                        | Clair Andrews     | Scurtmetraj                  |
| 2007 | The List                            | Cynthia           |                              |
| 2008 | Down & Out                          |                   | Scurtmetraj                  |
| 2008 | Nora's Hair Salon 2: A Cut Above    | Lilleana          |                              |
| 2008 | Hotel California                    | Jessie            |                              |
| 2009 | Mother and Child                    | Maria             |                              |
| 2010 | Pete Smalls Is Dead                 | Cocktail Waitress |                              |
| 2012 | Privileged                          | Talia             |                              |
| 2012 | Dysfunctional Friends               | Alex              |                              |
| 2012 | Home Again                          | Marva Johnson     |                              |
| 2013 | 24 Hour Love                        | Simply            |                              |
| 2013 | The Last Letter                     | Jillian           |                              |
| 2013 | Dear Secret Santa                   | Jennifer          |                              |
| 2014 | The Divorce                         |                   |                              |
| 2014 | Locker 13                           | Lucy              |                              |
| 2014 | Comeback Dad                        | Nima              |                              |
| 2015 | Fatal Flip                          | Roslyn            |                              |
| 2015 | November Rule                       | Leah              |                              |

### Televiziune
| An      | Titlu                                  | Rol                        | Note                                                                    |
| ------- | -------------------------------------- | -------------------------- | ----------------------------------------------------------------------- |
| 1985/90 | Sesame Street                          | Tatyana                    | 5 episoade                                                              |
| 1989    | Wally and the Valentines               | Jamaica Valentine          | Special TV                                                              |
| 1989    | A Man Called Hawk                      | Michelle                   | Episodul: "Life After Death"                                            |
| 1989    | The Cosby Show                         | Girl                       | Episodul: "Shall We Dance?"                                             |
| 1990–96 | The Fresh Prince of Bel-Air            | Ashley Banks               | 147 episoade                                                            |
| 1992    | Where in the World Is Carmen Sandiego? | Rolul ei                   | Episodul: "The Nefarious Nobel Napper"                                  |
| 1993    | Getting By                             | Nicole Alexander           | Episodul: "Turnabout Dance"                                             |
| 1994    | Are You Afraid of the Dark?            | Laura Turner/Connie Turner | Episodul: "The Tale of the Quicksilver"                                 |
| 1994    | TV's Funniest Families                 | Rolul ei, ca gazdă         | Special                                                                 |
| 1995    | In the House                           | Ashley Banks               | Episodul: "Dog Catchers"                                                |
| 1996    | Living Single                          | Stephanie James            | Episodul: "Whatever Happened to Baby Sister?"                           |
| 1996    | Kidz in the Wood                       | Rita                       |                                                                         |
| 1996    | Fall Into Darkness                     | Sharon McKay               |                                                                         |
| 1997    | 413 Hope St.                           | Kai                        | Episodul: "Heartbeat"                                                   |
| 2002    | Fastlane                               | Shelly                     | Episodul: "Girls Own Juice"                                             |
| 2003    | Half & Half                            | Olivia                     | Episodul: "The Big Condom-nation Episode"                               |
| 2007    | On the Lot                             | Girl                       | Episodul: "11 Cut to 10 & 10 Directors Compete"; segment: "First Sight" |
| 2007–13 | The Young and the Restless             | Roxanne                    | Rol secundar; 53 episoade                                               |
| 2010–12 | Love That Girl!                        | Tyana Jones                | Rol principal                                                           |
| 2012    | The Eric Andre Show                    | Rolul ei                   | Episodul: "Tatyana Ali"                                                 |
| 2013    | Second Generation Wayans               | Maya                       |                                                                         |
| 2015    | Key & Peele                            | Heresa                     | Sezonul 5 Episodul 8: "Hollywood Sequel Doctor"                         |

## Discografie

### Albume
| An   | Album        | Chart          |
| ---- | ------------ | -------------- |
| 1998 | Kiss the Sky | #47 US, #41 UK |
| 2014 | Hello (EP)   | —              |

### Cântece
| An   | Song                                          | U.S. | U.S. R&B | UK | NZ | FRA | NL | Album        |
| ---- | --------------------------------------------- | ---- | -------- | -- | -- | --- | -- | ------------ |
| 1998 | "Daydreamin'"                                 | 6    | 5        | 6  | 3  | —   | —  | Kiss the Sky |
| 1998 | "Boy You Knock Me Out" (featuring Will Smith) | —    | 68       | 3  | 12 | 32  | 77 | Kiss the Sky |
| 1999 | "Everytime"                                   | 118  | 73       | 20 | —  | —   | —  | Kiss the Sky |